# Dīmītrīs Gōtīs
Dīmītrīs Gōtīs, altresì noto come Dimitrios Gotis (in greco Δημήτρης Γώτης?; 1899), è stato un calciatore greco, di ruolo centrocampista.

## Carriera

### Nazionale
Fece parte della nazionale greca che partecipò ai Giochi olimpici di Anversa, disputò l'unica partita giocata dalla sua nazionale in quell'edizione.